# Lipova
Lipova (în maghiară Lippa, în germană Lippa) este un oraș în județul Arad, Crișana, România, format din localitățile componente Lipova (reședința), Radna și Șoimoș. Se află pe malul Crișanei.
Prima atestare documentară a orașului Lipova datează din anul 1314 sub denumirea de Lipva. În anul 1324 așezarea este menționată sub denumirea de castellanus de Lypua, topic ce reflectă caracterul fortificat al așezării de la acea vreme.

## Date geografice
Orașul este situat pe ambele maluri ale râului Mureș, la intrarea acestuia în Câmpia Aradului, la poalele Munților Zarandului, în zona de contact a acestora cu Dealurile Lipovei. Distanța față de municipiul Arad este de 34 km, situat la vest. Lipova este la o distanță egală de extremitatea vestică a județului Arad (Nădlacul) și cea orientală (Zamul).

## Istorie

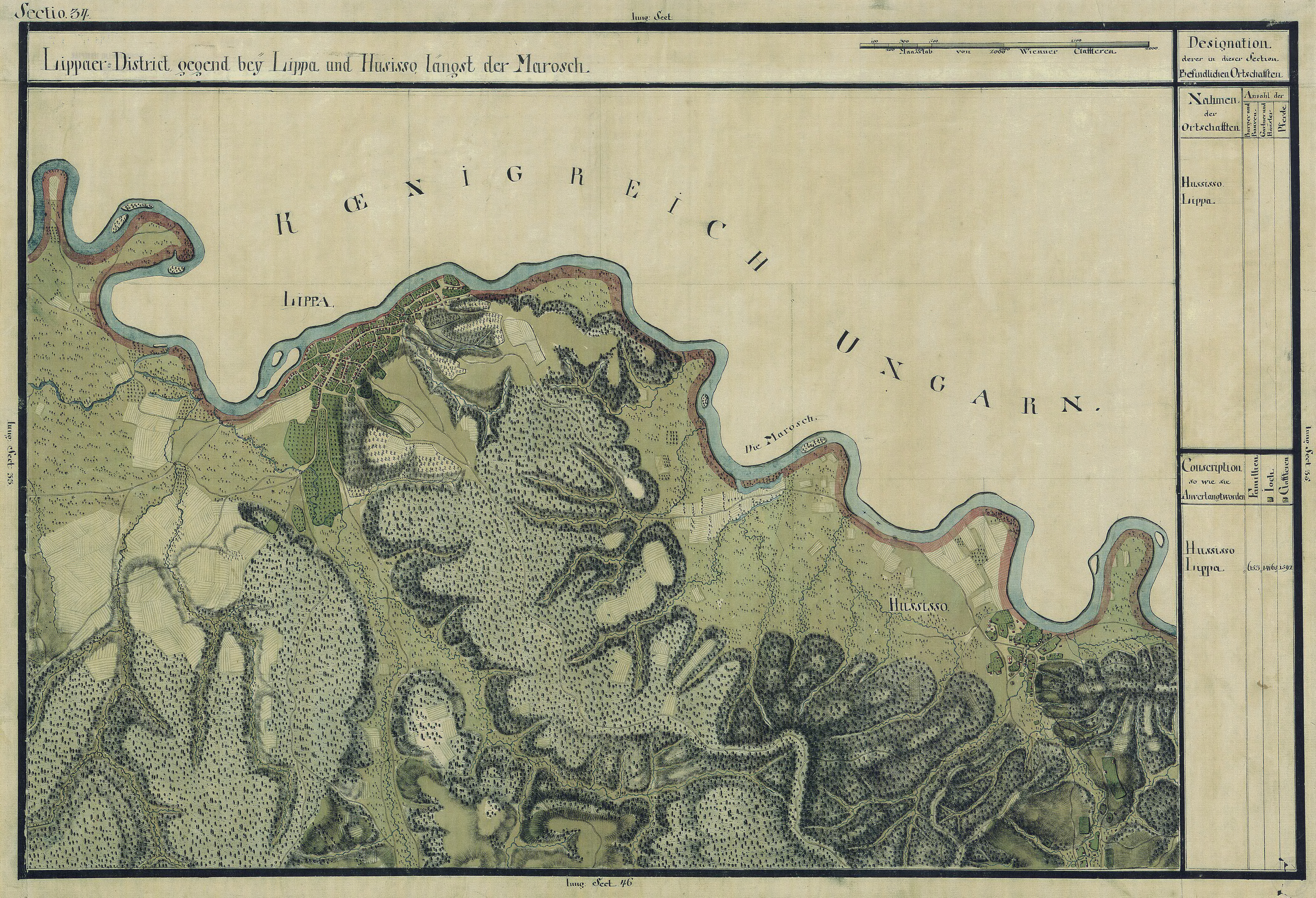
Lipova pe Harta Iosefină a Banatului, 1769-1772

În perimetrul Lipovei de astăzi a existat Cetatea Șoimoș, care a fost clădită în timpul domniei regelui maghiar Béla al IV-lea (1235-1270). Prima mențiune documentară a fortificației datează din anul 1245, când regele dădea ordin să fie refăcută cetatea distrusă de invazia tătară din 1241. Cetatea Șoimoș a început să se ruineze după mijlocul secolului al XVI-lea, împreună cu majoritatea construcțiilor medievale interioare, din care, în mod sigur, biserica parohială și mănăstirea dedicată Sf. Ludovic de Toulouse (vezi en:Louis of Toulouse, fr:Louis d'Anjou), unchiul regelui Carol Robert de Anjou.
Pe teritoriul Lipovei au fost descoperite urme ale unor vechi așezări neolitice, dacice și romane, care dovedesc prezența unei așezări mai timpurii.
În 1315 așezarea apare consemnată cu numele de Lipva, iar în 1440 este declarată oraș liber. Cetatea a fost în secolul al XV-lea proprietate a Huniazilor.
Fiind amplasată pe râul Mureș, deci în nordul Banatului, Lipova a fost disputată de habsburgi și de otomani. Între 1552-1595 și 1613-1718, Lipova a fost stăpânită de turci (cu întreruperi). În urma semnării Păcii de la Passarowitz în 1718, orașul a revenit definitiv în mâna habsburgilor. Totuși, Lipova este una dintre puținele localități stăpânite de turci în care s-au mai păstrat urme ale acestora, una dintre construcțiile reprezentative fiind Bazarul Turcesc.
În 1918 deputații Banatului în frunte cu Sever Bocu au proclamat unirea Banatului cu România (frontiera cu Serbia a fost trasată de comisia condusă de geograful francez Emmanuel de Martonne, care a trasat și frontiera româno-ungară). Dar în 1919, armata ungară bolșevică a lui Béla Kun a încercat să recucerească regiunea, dar a fost respinsă de armata româno-franceză condusă de generalii Prezan și Berthelot. Alte lupte au mai avut loc în zonă în septembrie 1944 între armata germană și cea română.

## Demografie
Componența etnică a orașului Lipova
     Români (88%)
     Romi (1,99%)
     Maghiari (1,69%)
     Germani (1,01%)
     Alte etnii (0,5%)
     Necunoscută (6,81%)
Componența confesională a orașului Lipova
     Ortodocși (69,51%)
     Penticostali (12,35%)
     Romano-catolici (6,57%)
     Baptiști (1,73%)
     Alte religii (2,19%)
     Necunoscută (7,64%)
Conform recensământului efectuat în 2021, populația orașului Lipova se ridică la 10.040 de locuitori, în scădere față de recensământul anterior din 2011, când fuseseră înregistrați 10.313 locuitori. Majoritatea locuitorilor sunt români (88%), cu minorități de romi (1,99%), maghiari (1,69%) și germani (1,01%), iar pentru 6,81% nu se cunoaște apartenența etnică. Din punct de vedere confesional, majoritatea locuitorilor sunt ortodocși (69,51%), cu minorități de penticostali (12,35%), romano-catolici (6,57%) și baptiști (1,73%), iar pentru 7,64% nu se cunoaște apartenența confesională.
0200040006000800010.00012.0001948195619661977199220022011populațiePopulația istorică din Lipova
Date: Recensăminte sau birourile de statistică - grafică realizată de Wikipedia

## Politică și administrație
Orașul Lipova este administrat de un primar și un consiliu local compus din 17 consilieri. Primarul, Florin-Fabius Pera[*], de la Partidul Social Democrat, este în funcție din octombrie 2020. Începând cu alegerile locale din 2024, consiliul local are următoarea componență pe partide politice:

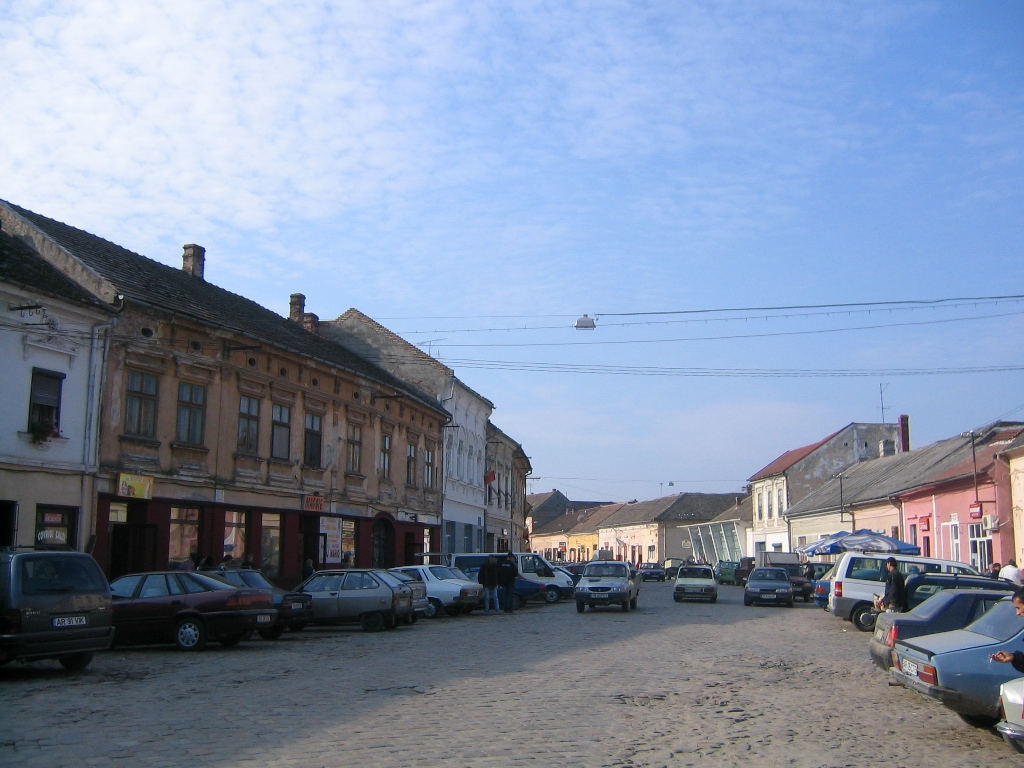
Aspect din centrul orașului, cu strada Nicolae Bălcescu

|  | Partid                          | Consilieri | Componența Consiliului | Componența Consiliului | Componența Consiliului | Componența Consiliului | Componența Consiliului | Componența Consiliului | Componența Consiliului |
|  | ------------------------------- | ---------- | ---------------------- | ---------------------- | ---------------------- | ---------------------- | ---------------------- | ---------------------- | ---------------------- |
|  | Partidul Social Democrat        | 7          |                        |                        |                        |                        |                        |                        |                        |
|  | Partidul Național Liberal       | 6          |                        |                        |                        |                        |                        |                        |                        |
|  | Alianța pentru Unirea Românilor | 3          |                        |                        |                        |                        |                        |                        |                        |
|  | Alianța Dreapta Unită           | 1          |                        |                        |                        |                        |                        |                        |                        |

### Orașe înfrățite
- Bătania, Ungaria (1997)

## Monumente

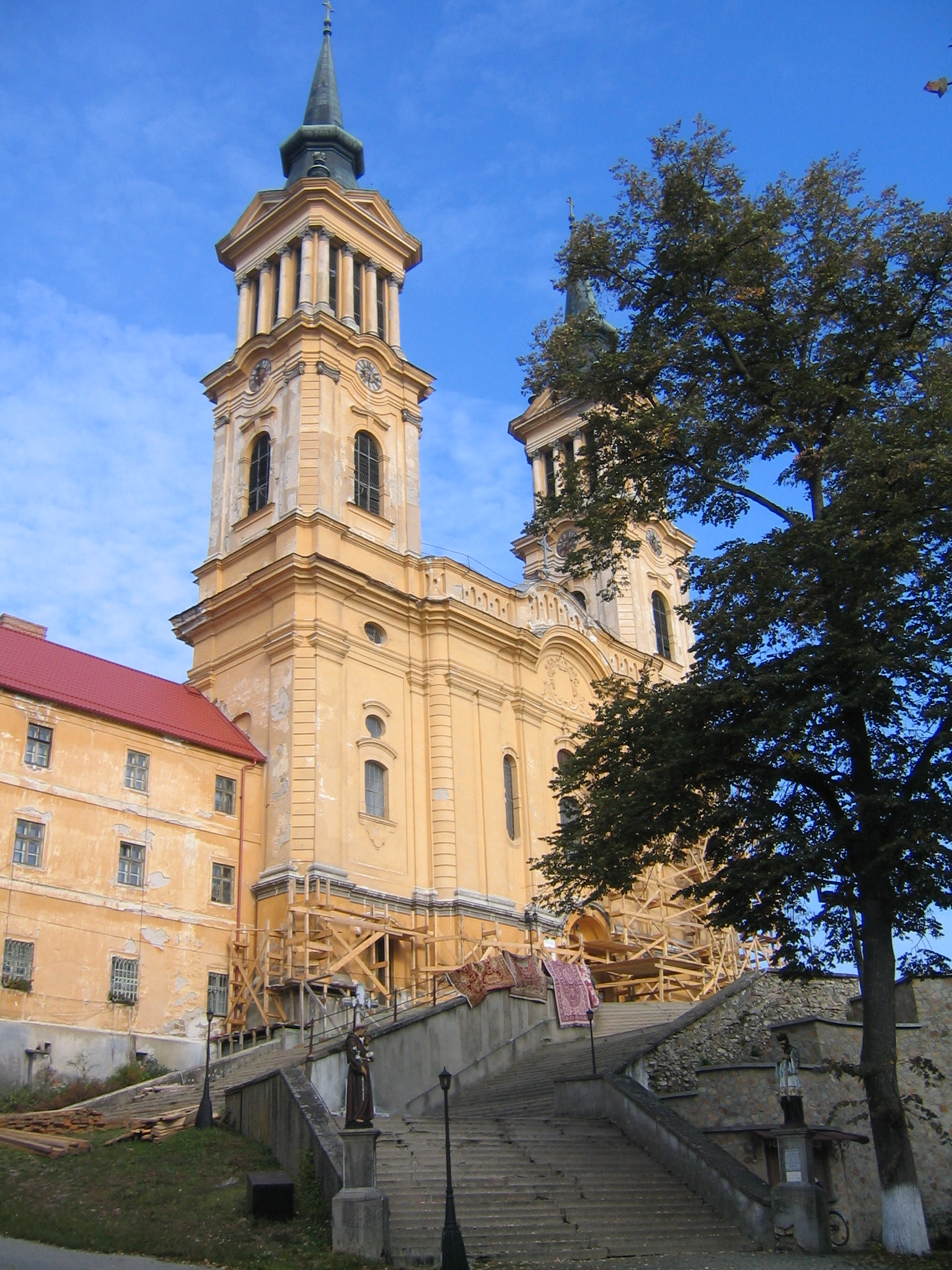
Bazilica Sfânta Maria din Radna

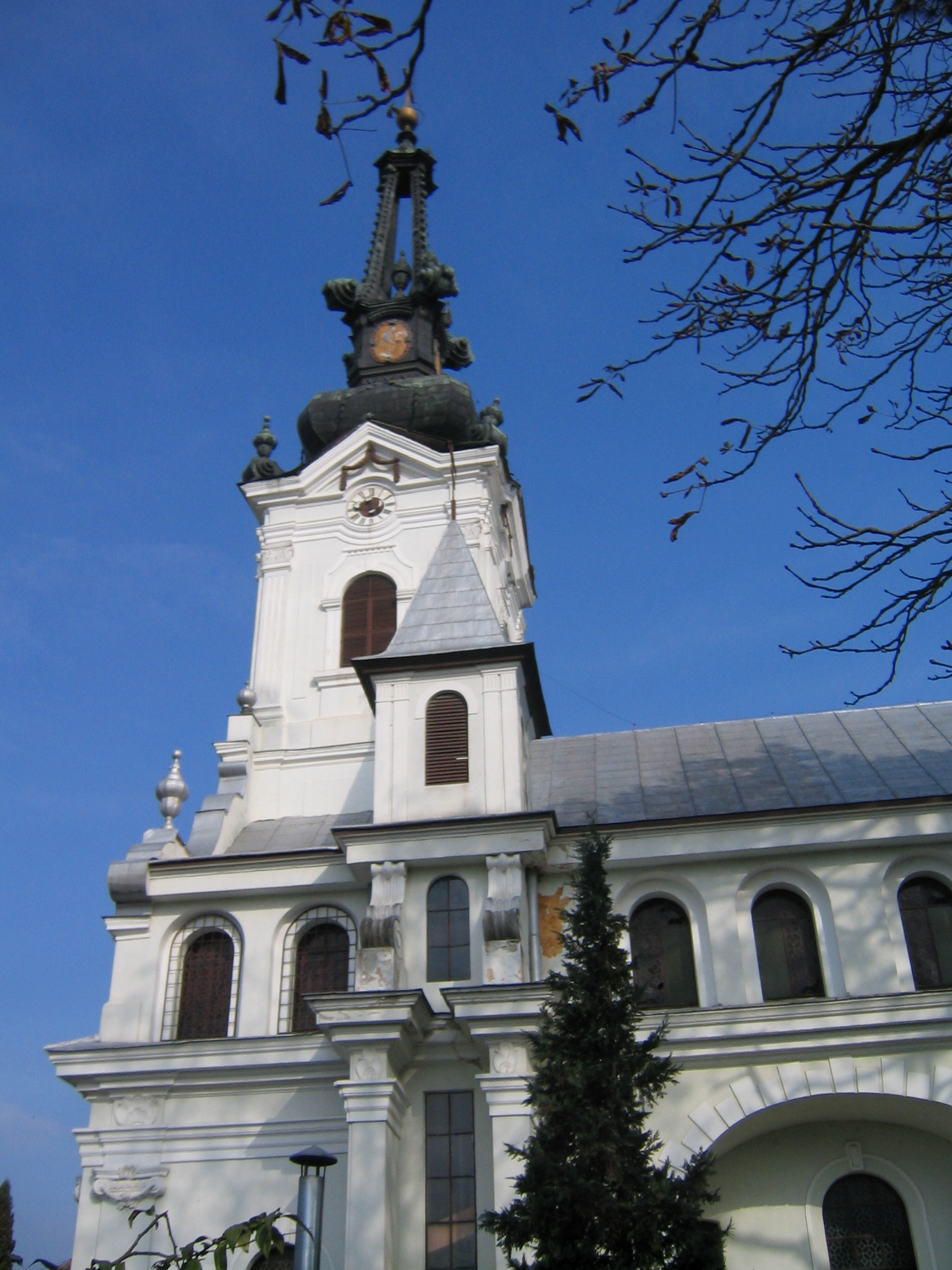
Biserica ortodoxă

- Muzeul Orășenesc Lipova înființat în 1952 și adăpostit în Castelul Misici, construit în secolul al XIX-lea. Alături de numeroasele obiecte de artă feudală și de o colecție de cărți românești vechi, muzeul conține și colecțiile de artă ale Eleonorei Costescu și ale lui Vasile Varga.
- Biserica ortodoxă „Adormirea Maicii Domnului”, la a cărei ridicare a contribuit, potrivit tradiției, și domnul Țării Românești, Basarab I
- La Ruga, monument de piatră și marmură ridicat în anul 1933. Amintește de mișcările populare din anul 1744, îndreptate împotriva unirii cu Roma și împotriva stăpânirii habsburgice.
- Vechea școală românească, construită în prima jumătate a secolului al XIX-lea; cuprinde elemente de stil baroc
- Muzeul Orășenesc Lipova
- Bazarul Turcesc datează din perioada celei de-a doua stăpâniri otomane și impresionează prin dimensiuni. Fațada cuprinde 8 pilaștri cilindrici legați între ei prin arcade, ce străjuiesc un larg pasaj comercial. Partea centrală a clădirii este dominată de un frontispiciu triunghiular.
- Stațiunea balneo-climaterică Lipova situată la o distanță de 3 km de centrul orașului, pe cursul pârâului Șistarovăț. Băile sunt recomandate pentru afecțiuni ale tubului digestiv și afecțiuni cardio-vasculare.
- Mănăstirea și biserica de pelerinaj „Maria Radna” a fost ridicată în mai multe etape. Începuturile acestui lăcaș se leagă de ordinul călugărilor franciscani, care au întemeiat-o în jurul anului 1551. Biserica, începută în anul 1756 și finalizată 26 de ani mai târziu, se remarcă prin altarul de marmură de Carrara pe care este așezată icoana Sf. Maria. În spatele acesteia poate fi admirată icoana Buna Vestire a lui I.Roskovics.
- Cimitirul Eroilor.
- Monumentul Eroilor Români și Francezi din Războiul pentru Reîntregire. Monumentul a fost înălțat în 1921 și se află la câțiva kilometri est de Radna, pe șoseaua către Deva. A fost restaurat în vara anului 2008.
- Monumentul Eroilor Români din Al Doilea Război Mondial. Opera comemorativă este amplasată în incinta UM 01191, fiind dezvelită la 7 octombrie 1990. Autorul acesteia este Groza Alionti. Pe un postament din beton, realizat în două trepte, s-a montat o placă din marmură albă, care are următoarea inscripție: „GLORIE ETERNĂ EROILOR/ DETAȘAMENTULUI PĂULIȘ/ - SEPTEMBRIE 1944”.
- Cetatea Șoimoș (în maghiară Solymos, în germană Schoimosch), atestată documentar pentru prima dată în anul 1278, a fost ridicată în centrul unui cnezat românesc cu scop de apărare contra invaziilor tătare. Înspre finele primei jumătăți a secolului al XIV-lea a fost reconstruită de Iancu de Hunedoara. Elementele renascentiste aparțin secolului următor când, vremelnic, cetatea a devenit reședința principelui Transilvaniei.
- Biserica „Buna Vestire”, ridicată în secolul al XVIII-lea; pictura murală a fost realizată de Nicolae Popescu

## Personalități
- Iovan Nenada, (1492 - 1527), comandant militar, autointitulat împărat al Serbiei;
- Teodor Muntean (1869 - 1951), deputat în Marea Adunare Națională de la Alba Iulia 1918;
- Alexandru Munteanu (1871 - 1929), protopop, personalitate marcantă în societatea Transilvaniei interbelice;
- Sever Bocu, (1874 - 1951), fruntaș al mișcării naționale din Banat, membru marcant al Partidului Național Țărănesc, deputat. S-a născut la Șiștarovăț, Arad;
- Iuliu Onu (1881 - 1968), deputat în Marea Adunare Națională de la Alba Iulia 1918;
- Carmen-Francesca Banciu, (n. 1955), scriitoare;
- Daniel Vighi (1956 - 2022), prozator, eseist, publicist;
- Ion Vințe (1910 - 1996), demnitar comunist;
- George Vancu (1919 - 1992), muzician;
- Vasile Varga (1921 - 2005), pictor;
- Caius Novac (n. 1921), fotbalist;
- Augustin Costinescu (1943 - 2021), pictor și desenator

## Galerie de imagini

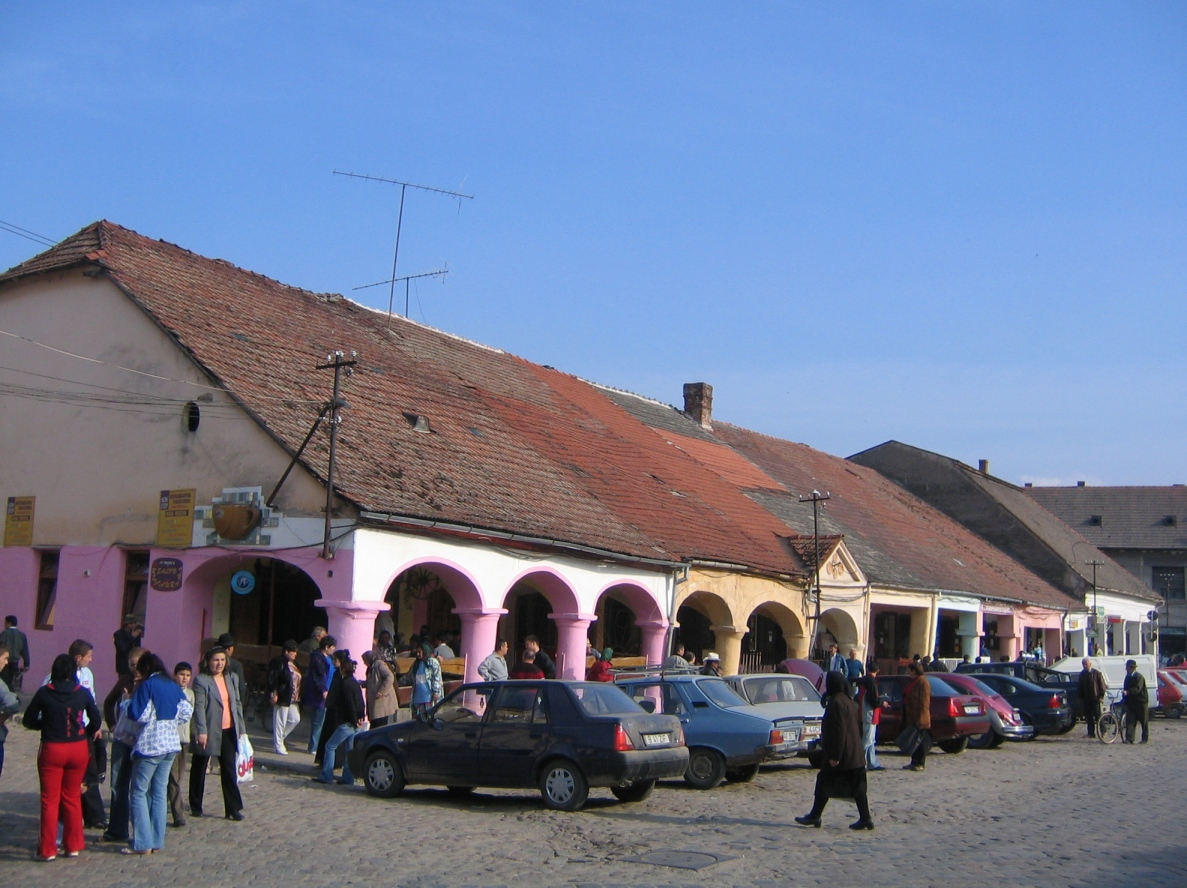
Bazarul Turcesc (secolul XVII)
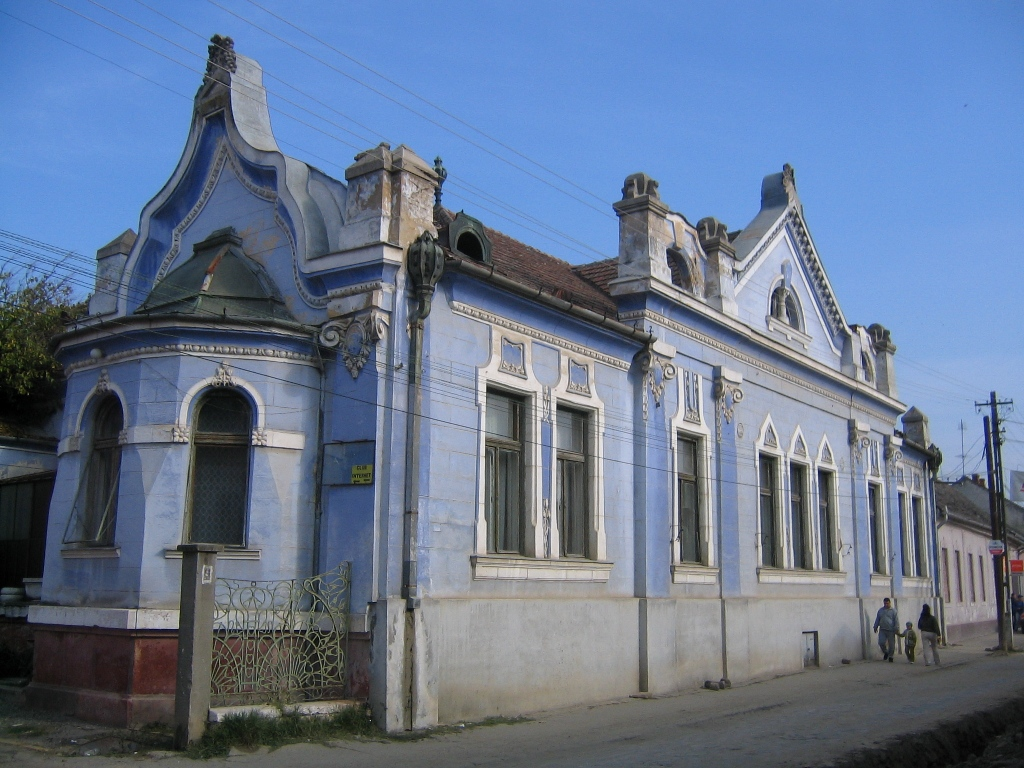
Casă din ansamblul de clădiri protejate
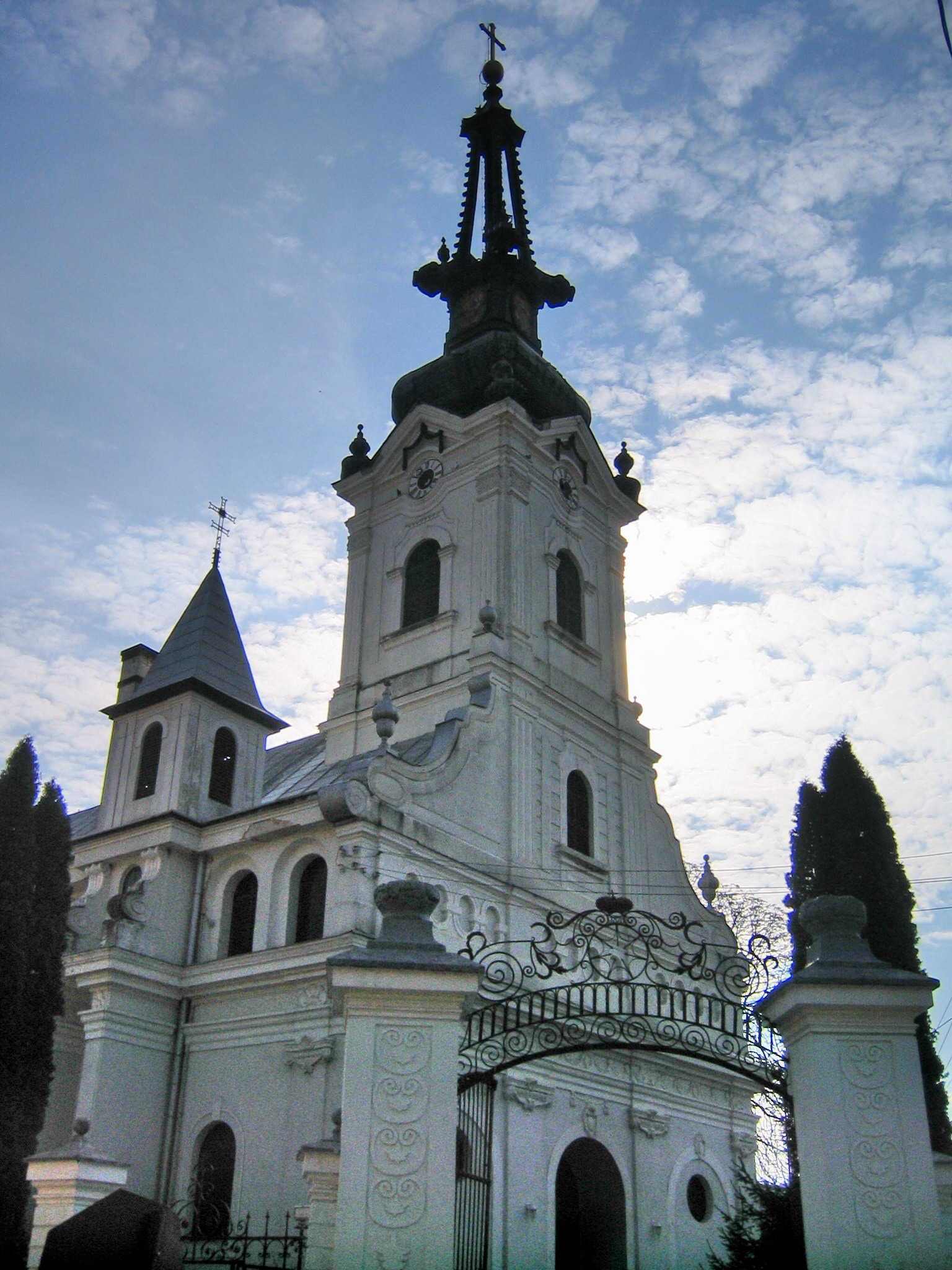
Biserica ortodoxă
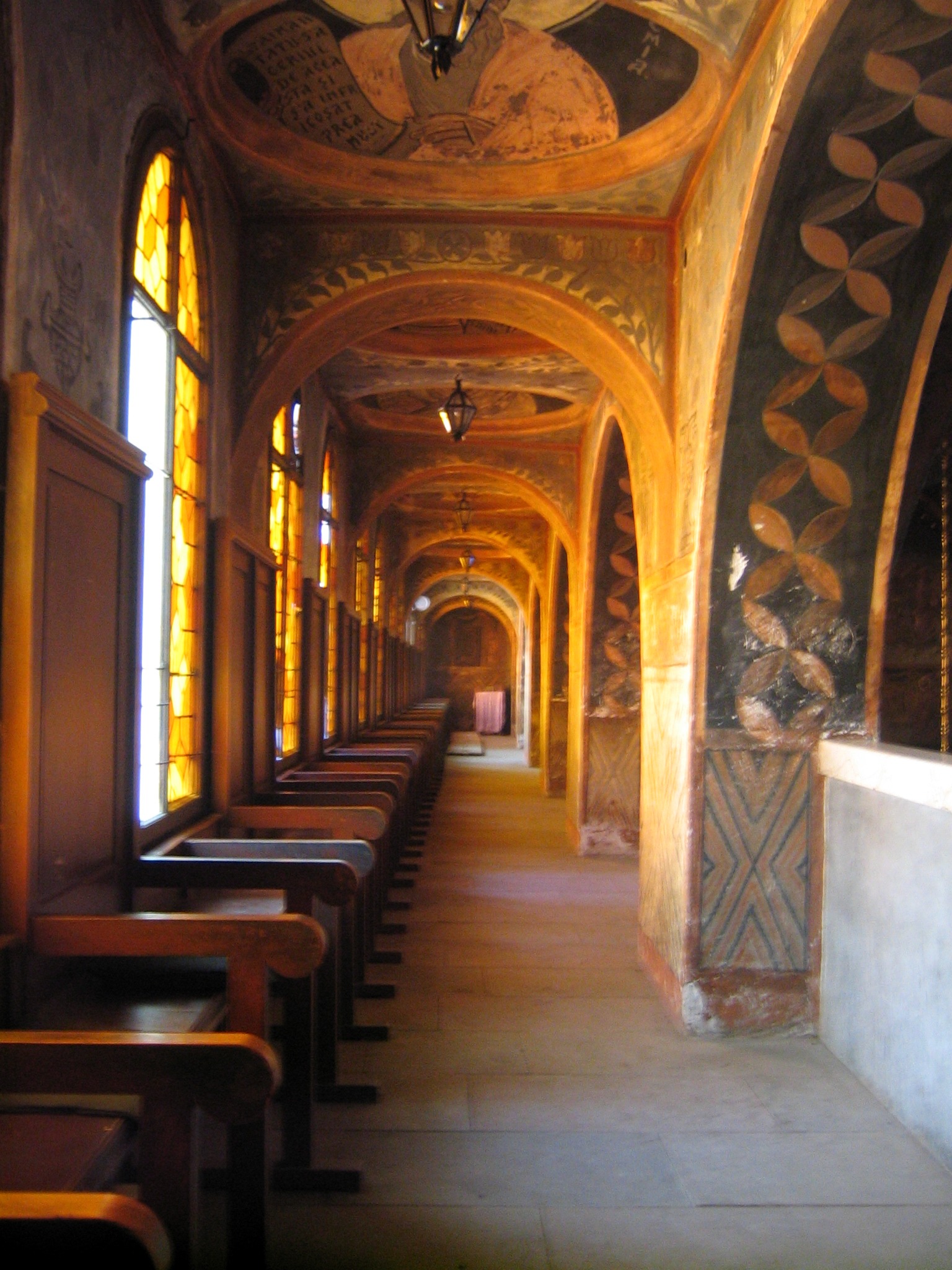
Detaliu interior de la balconul lateral
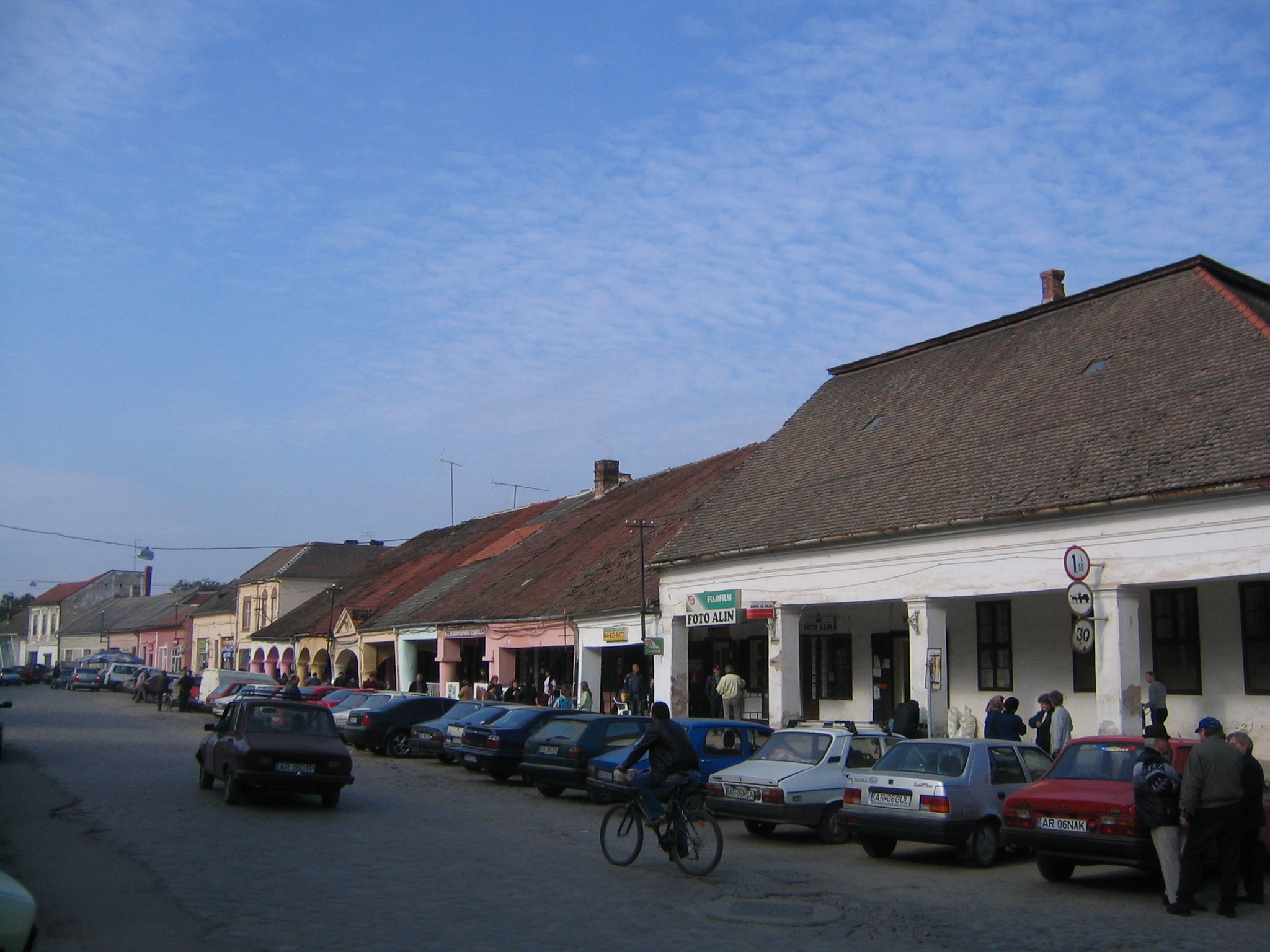
Strada „Nicolae Bălcescu”, în centrul orașului
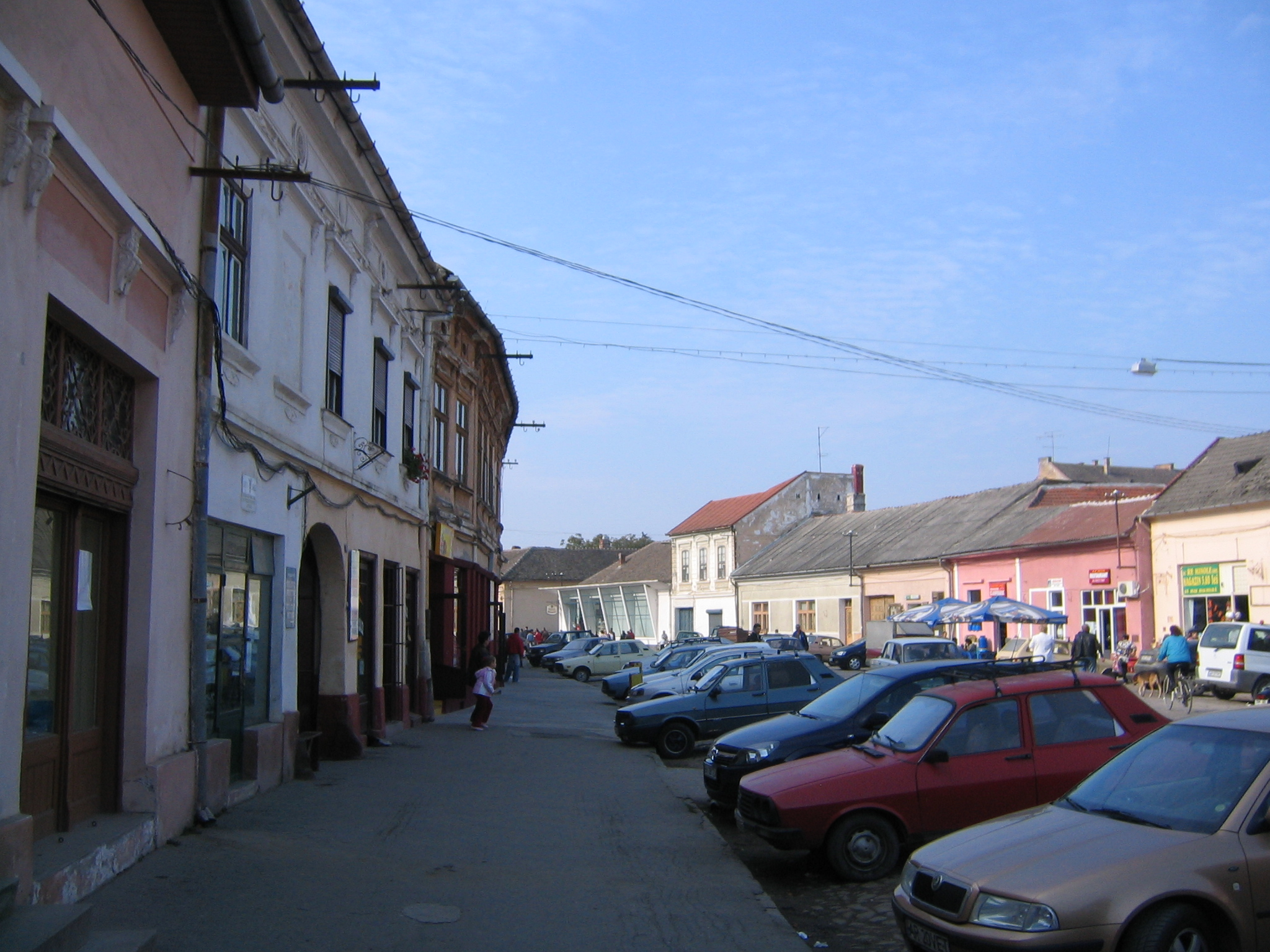
Detaliu clădiri
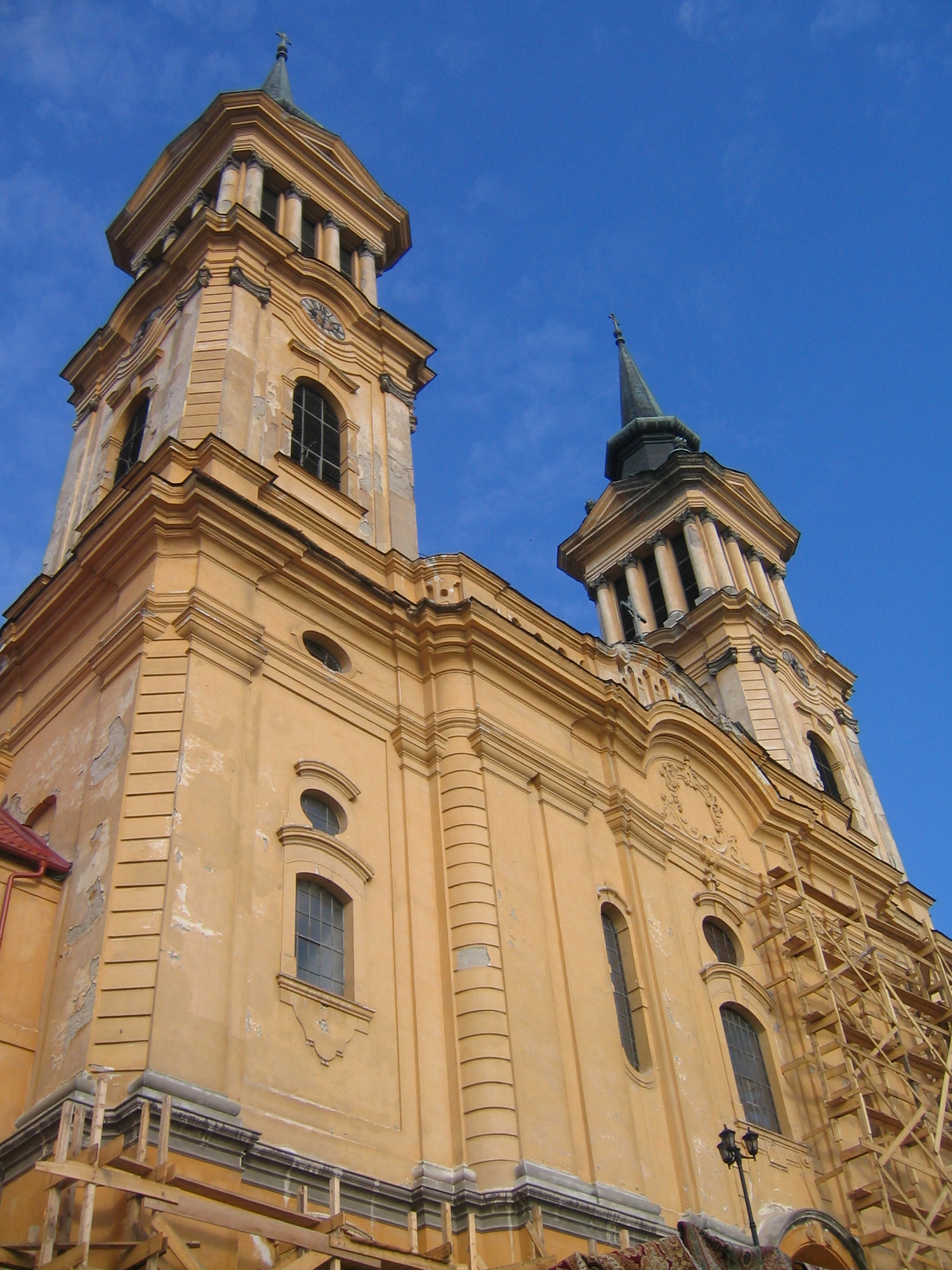
Fațada bisericii „Maria Radna”
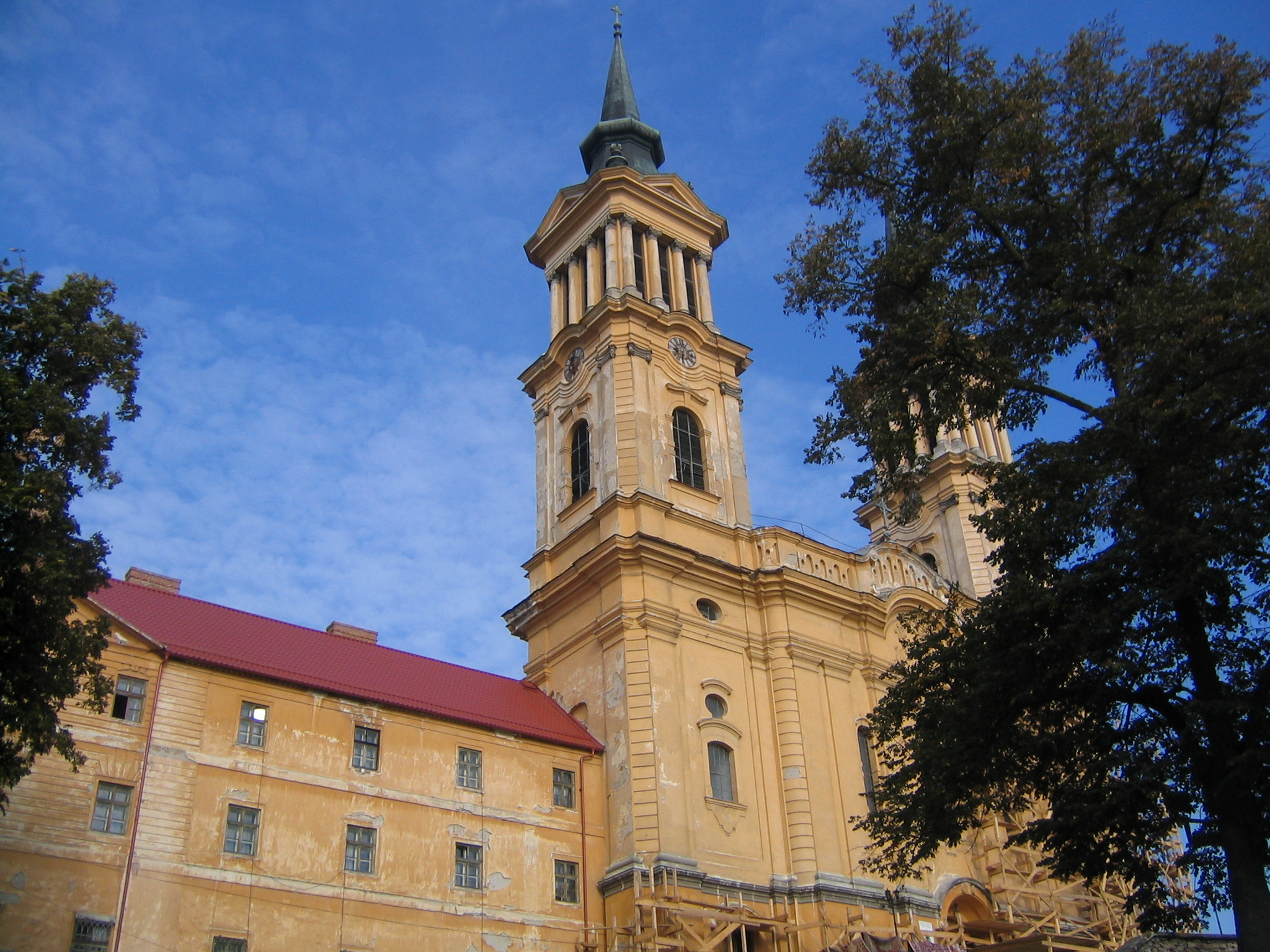
Biserica cu un corp al mănăstirii
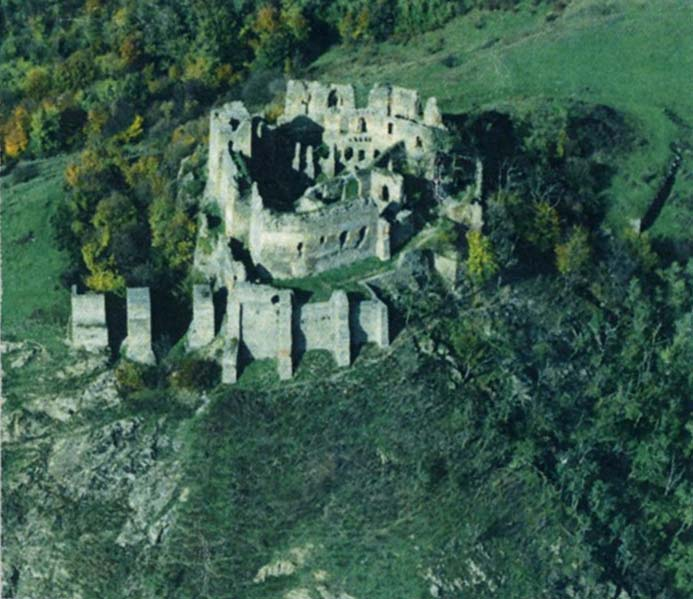
Cetatea Șoimoș
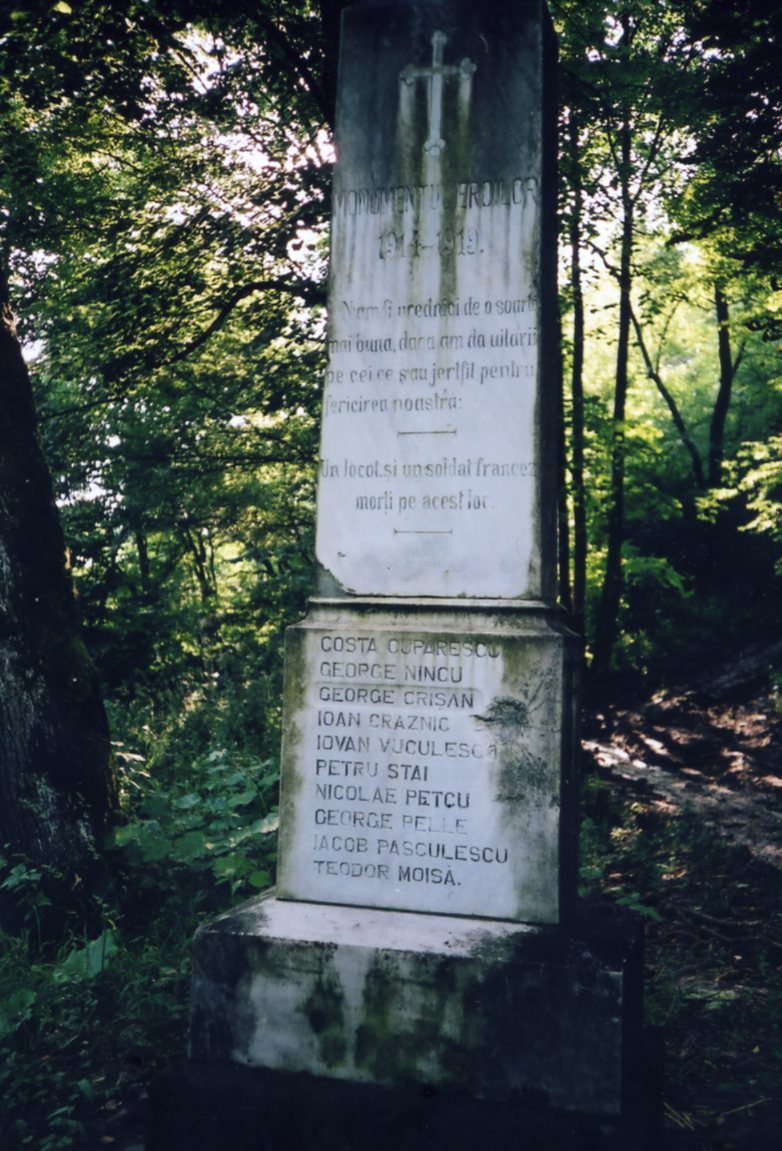
Monumentul ostașilor români și francezi căzuți în 1919